# 朝比奈泰彦
朝比奈 泰彦（あさひな やすひこ、1881年〈明治14年〉4月16日 - 1975年〈昭和50年〉6月30日）は、日本の薬学者、薬化学者。東京大学名誉教授。薬学博士。帝国学士院会員、文化勲章受章者。

## 略歴
東京市本所区（現・東京都墨田区）生まれ。東京府士族・朝比奈和四郎の長男。旧制府立一中、旧制第一高校を経て、東京帝国大学医科大学薬学科卒業。大学院に入り助手となる。
1909年、ヨーロッパに渡り、リヒャルト・ヴィルシュテッター、エミール・フィッシャーに師事する。1910年、薬学博士の学位取得。1912年、東京帝国大学助教授、1918年、教授。
1923年、「漢薬成分の化学的研究」で帝国学士院恩賜賞、1943年、文化勲章受章。1951年、文化功労者。墓所は青山霊園。

## 人物
1912年、下山順一郎教授の後任で講座担当となった朝比奈は、1941年に停年退官するまでの約30年間にわたりサクラニン、ナリンギンなどのフラバノンの研究を始めとする各種和漢薬成分の化学的研究を展開した。
1933年、牧野富太郎によって創刊された『植物研究雑誌』の編集主幹を引き継ぎ、戦中・戦後を通じ1975年の没年まで続けた。1951年には、牧野富太郎が自宅に保管していた標本約50万点を整理する「牧野博士標本保存委員会」を組織、国庫補助金を得て整理を行った。
1948年（昭和23年）、宮内庁より正倉院宝物における薬物調査を委嘱され、1953年（昭和28年）に終了。同年10月、昭和天皇に正倉院の薬物について進講した。調査の成果は、後に『正倉院薬物』として出版された。
生前、1951年と1952年にノーベル化学賞の候補に挙がっていたものの、受賞を逸している。
東京で生まれ育ったが、父が旧出羽上山藩藩士だったことから本籍は山形県にあった。この縁で晩年に上山市名誉市民への推薦があったものの固辞している。

## 栄典
- 1935年（昭和10年）4月10日 - 勲二等瑞宝章[10]

## 家族・親族
朝比奈家
- 父・和四郎（東京府士族）[1]
- 前妻・りん子（京都、慶松勝左衛門の妹、1907年病没）
- 後妻・こと（1884年 - ?、静岡、河辺富助の長女）[1]
- 次男・正二郎[1]（1913年 - 2010年、昆虫学者[11]）
- 三男・英三（1914年 - ?）[1]
- 四男・菊雄[1]（1917年 - 2003年、薬学者で南極探検家）
- 女[1]

## 著書
- 日本隠花植物図鑑 三省堂, 1939
- 私乃たどった道 南江堂, 1949
- 日本之地衣 第1冊（ハナゴケ属、1950年、廣川書店）、第2冊（ウメノキゴケ属、1952年、資源科学研究所）、第3冊（サツオガセ属、1956年、資源科学研究所）
- 正倉院薬物 植物文献刊行会, 1955

## 共著編
- 医薬処方語羅和和羅辞典 清水藤太郎共編 南江堂書店, 1926
- 植物薬物学名典範 清水藤太郎共編 春陽堂, 1931
- 処方解説医薬ラテン語 清水藤太郎共編 南江堂書店, 1933
- 有機化学攬要 浅野順太郎共著 南江堂, 1936
- 地衣成分の化学 柴田承二共著 河出書房, 1949

## 翻訳
- 有機化学攬要 オットー・ディールス 蒼〓堂, 1915

## 論文
- 朝比奈泰彦「漢藥人參の成分に就て」『東京化學會誌』第27巻第9号、The Chemical Society of Japan、1906年、987-995頁、doi:10.1246/nikkashi1880.27.987、ISSN 0371-8409。
- アメーピクテー, 朝比奈泰彦「煙草中ノ鹽基ノ研究」『YAKUGAKU ZASSHI』第1906巻第298号、日本薬学会、1906年、1384-1397頁、doi:10.1248/yakushi1881.1906.298_1384、ISSN 0031-6903。
- 朝比奈泰彦「日本産生うるしノ成分」『YAKUGAKU ZASSHI』第1906巻第287号、日本薬学会、1906年、70-75頁、doi:10.1248/yakushi1881.1906.287_70、ISSN 0031-6903。
- 朝比奈泰彦「日本産菖蒲油中ノ成分」『YAKUGAKU ZASSHI』第1906巻第295号、日本薬学会、1906年、993-999頁、doi:10.1248/yakushi1881.1906.295_993、ISSN 0031-6903。
- 朝比奈泰彦「漢藥甘松香の揮發油成分に就て」『東京化學會誌』第28巻第9号、The Chemical Society of Japan、1907年、927-932頁、doi:10.1246/nikkashi1880.28.927、ISSN 0371-8409。
- 朝比奈泰彦「ハクウンボク果實の成分」『東京化學會誌』第28巻第7号、The Chemical Society of Japan、1907年、727-737頁、doi:10.1246/nikkashi1880.28.727、ISSN 0371-8409。
- 朝比奈泰彦, 奧野政造「芍藥ニ就テ」『YAKUGAKU ZASSHI』第1907巻第309号、日本薬学会、1907年、1237-1240頁、doi:10.1248/yakushi1881.1907.309_1237、ISSN 0031-6903。
- 朝比奈泰彦「駒草の成分」『東京化學會誌』第30巻第7号、The Chemical Society of Japan、1909年、699-721頁、doi:10.1246/nikkashi1880.30.699、ISSN 0371-8409。
- 朝比奈泰彦, 神谷松之助「みやまきけまん及きけまんノ成分(醫科大學藥學科生藥學教室報告)」『YAKUGAKU ZASSHI』第1909巻第329号、日本薬学会、1909年7月、778-781頁、doi:10.1248/yakushi1881.1909.329_778、ISSN 0031-6903。
- 朝比奈泰彦「アルペン南麓植物採集記」『YAKUGAKU ZASSHI』第1911巻第353号、日本薬学会、1911年7月、514-522頁、doi:10.1248/yakushi1881.1911.353_514、ISSN 0031-6903。
- 朝比奈泰彦「麥角有効成分に關する最近の研究」『YAKUGAKU ZASSHI』第1912巻第369号、日本薬学会、1912年11月、1168-1176頁、doi:10.1248/yakushi1881.1912.369_1168、ISSN 0031-6903。
- 朝比奈泰彦「サントニンの還元」『YAKUGAKU ZASSHI』第1913巻第376号、日本薬学会、1913年6月、543-552頁、doi:10.1248/yakushi1881.1913.376_543、ISSN 0031-6903。
- 朝比奈泰彦「小田部鎭氏の「吐根有効成分含量檢定法」の後に記す」『YAKUGAKU ZASSHI』第1914巻第388号、日本薬学会、1914年6月、627-631頁、doi:10.1248/yakushi1881.1914.388_627、ISSN 0031-6903。
- 朝比奈泰彦, 今井榮三「日本産菖蒲油中のセスキテルペン」『YAKUGAKU ZASSHI』第1914巻第393号、日本薬学会、1914年11月、1257-1262頁、doi:10.1248/yakushi1881.1914.393_1257、ISSN 0031-6903。
- 朝比奈泰彦「アネモニンの二三の誘導體」『YAKUGAKU ZASSHI』第1915巻第403号、日本薬学会、1915年9月、1041-1063頁、doi:10.1248/yakushi1881.1915.403_1041、ISSN 0031-6903。
- 朝比奈泰彦, 三宅馨「アヂサヰの成分(第二報告)」『YAKUGAKU ZASSHI』第1916巻第408号、日本薬学会、1916年2月、121-145頁、doi:10.1248/yakushi1881.1916.408_121、ISSN 0031-6903。
- 朝比奈泰彦, 今野運治「山椒の揮發油成分」『YAKUGAKU ZASSHI』第1916巻第415号、日本薬学会、1916年9月、801-808頁、doi:10.1248/yakushi1881.1916.415_801、ISSN 0031-6903。
- 朝比奈泰彦, 柴田文一郎「フルフルアクリール酸エステルの還元に就て」『YAKUGAKU ZASSHI』第1917巻第423号、日本薬学会、1917年5月、391-399頁、doi:10.1248/yakushi1881.1917.423_391、ISSN 0031-6903。
- 朝比奈泰彦, 前田仙太郎「朝鮮産胡黄蓮に就きて」『YAKUGAKU ZASSHI』第1918巻第433号、日本薬学会、1918年、171-179頁、doi:10.1248/yakushi1881.1918.433_171、ISSN 0031-6903。
- 朝比奈泰彦, 渥美嶮次郎「四水素アネモニンに就て : アネモニンの研究第四報」『YAKUGAKU ZASSHI』第1919巻第451号、日本薬学会、1919年9月、739-751頁、doi:10.1248/yakushi1881.1919.451_739、ISSN 0031-6903。
- 朝比奈泰彦, 用瀬盛三「日本産延胡索(ゼツチリ)のアルカロイドに就て」『YAKUGAKU ZASSHI』第1920巻第463号、日本薬学会、1920年9月、766-772頁、doi:10.1248/yakushi1881.1920.463_766、ISSN 0031-6903。
- 朝比奈泰彦, 清水寅次「牽牛子の成分に就て(第二報)」『YAKUGAKU ZASSHI』第1922巻第479号、日本薬学会、1922年、1-18頁、doi:10.1248/yakushi1881.1922.479_1、ISSN 0031-6903。
- 朝比奈泰彦「簡易原素分析法に關する注意」『YAKUGAKU ZASSHI』第1925巻第518号、日本薬学会、1925年、381-382頁、doi:10.1248/yakushi1881.1925.518_381、ISSN 0031-6903。
- 朝比奈泰彦, 中西莊吉「ケッシールアルコホルの研究 (第三報)」『YAKUGAKU ZASSHI』第1927巻第544号、日本薬学会、1927年、485-501頁、doi:10.1248/yakushi1881.1927.544_485、ISSN 0031-6903。
- 朝比奈泰彦, 中西莊吉「ケツシールアルコホルの研究 (第五報)」『YAKUGAKU ZASSHI』第49巻第2号、日本薬学会、1929年、135-140頁、doi:10.1248/yakushi1881.49.2_135、ISSN 0031-6903。
- 朝比奈泰彦, 前田賛郎「簡易メトキシル定量器に就て」『YAKUGAKU ZASSHI』第50巻第7号、日本薬学会、1930年、660-665頁、doi:10.1248/yakushi1881.50.7_660、ISSN 0031-6903。
- 朝比奈泰彦「スギナの前芽体」『植物研究雑誌』第6巻第10号、植物研究雑誌編集委員会、1930年4月、300-301頁、doi:10.51033/jjapbot.6_10_849、ISSN 0022-2062。
- 朝比奈泰彦「日本産地衣の記」『植物研究雑誌』第8巻第9-10号、植物研究雑誌編集委員会、1933年4月、E41-42、doi:10.51033/jjapbot.8_9-10_1199、ISSN 0022-2062。
- 朝比奈泰彦「地衣類雑記（其一）」『植物研究雑誌』第9巻第1号、植物研究雑誌編集委員会、1933年6月、64-67頁、doi:10.51033/jjapbot.9_1_1211、ISSN 0022-2062。
- 朝比奈泰彦「Zopf, Hesse以後の地衣化學の進歩」『日本化學會誌』第55巻第7号、The Chemical Society of Japan、1934年、13-51頁、doi:10.1246/nikkashi1921.55.7_13、ISSN 0369-4208。
- 朝比奈泰彦「地衣体中ウスニン酸の検出反応」『植物研究雑誌』第11巻第10号、植物研究雑誌編集委員会、1935年10月、692-695頁、doi:10.51033/jjapbot.11_10_1601、ISSN 0022-2062。
- 朝比奈泰彦「日本産アオキノリ類に就て」『植物研究雑誌』第12巻第4号、植物研究雑誌編集委員会、1936年4月、247-250頁、doi:10.51033/jjapbot.12_4_1716、ISSN 0022-2062。
- 朝比奈泰彦「地衣類雑記（其十）」『植物研究雑誌』第14巻第4号、植物研究雑誌編集委員会、1938年4月、251-255頁、doi:10.51033/jjapbot.14_4_2077、ISSN 0022-2062。
- 朝比奈泰彦「地衣成分の顕微化学的証明法（其十）」『植物研究雑誌』第15巻第8号、植物研究雑誌編集委員会、1939年8月、465-472頁、doi:10.51033/jjapbot.15_8_2289、ISSN 0022-2062。
- 朝比奈泰彦「最近の地衣成分研究成績」『日本化學會誌』第61巻第6号、The Chemical Society of Japan、1940年、611-636頁、doi:10.1246/nikkashi1921.61.611、ISSN 0369-4208。